# Muhammad Waseem (Boxer)
Muhammad Waseem (* 29. August 1987 in Quetta) ist ein pakistanischer Profiboxer im Fliegengewicht, der in Südkorea lebt und trainiert.
Er wird vom Ring Magazine auf Platz 9 der Weltrangliste geführt.

## Amateurkarriere
Muhammad Waseem gewann 2010 die Goldmedaille bei den World Combat Games in Peking, die Silbermedaille bei den Südasienspielen in Dhaka und eine Bronzemedaille bei den Commonwealth Games in Neu-Delhi. Zudem war er 2014 Silbermedaillengewinner der Commonwealth Games in Glasgow und Bronzemedaillengewinner der Asienspiele in Incheon.
Darüber hinaus war er Achtelfinalist der Asienmeisterschaften 2009 und der Asienspiele 2010 sowie Viertelfinalist der Asienmeisterschaften 2011. Bei Weltmeisterschaften startete er 2009, 2011 und 2013, schied aber jeweils in den Vorrunden aus.

## Profikarriere
Muhammad Waseem steht bei AK Promotions des südkoreanischen Promoters Andy Kim unter Vertrag. Sein Profidebüt gewann er am 4. Oktober 2015 gegen Min Wook Lee und wurde dadurch südkoreanischer Meister im Bantamgewicht. Am 17. Juli 2016 gewann er den WBC Silver Title im Fliegengewicht durch einen einstimmigen Punktesieg gegen den Philippiner Jether Oliva, welcher 2011 IBF-WM-Herausforderer von Ulises Solis war. Im November 2016 verteidigte er den Titel einstimmig nach Punkten gegen den ungeschlagenen Philippiner Giemel Magramo. 2017 erhielt er vom pakistanischen Präsidenten Mamnoon Hussain die Auszeichnung „Pride of Performance“ für seine sportlichen Verdienste um sein Heimatland.
Seit Februar 2018 befand sich Waseem auf Platz 3 der IBF-Weltrangliste der Herausforderer im Fliegengewicht hinter Moruti Mthalane und Andrew Selby. Am 15. Juli 2018 boxte Waseem gegen Mthalane um den IBF-Weltmeistertitel, der im April 2018 von Titelträger Donnie Nietes niedergelegt worden war. Dabei verlor er gegen den Südafrikaner in Kuala Lumpur nach Punkten.
Am 22. November 2019 besiegte er den ehemaligen WBC-Weltmeister Ganigan López. Nach zwei weiteren Siegen boxte er am 19. März 2022 gegen Sunny Edwards um die IBF-Weltmeisterschaft im Fliegengewicht, verlor jedoch einstimmig nach Punkten.